# 19世紀國家聯盟球隊
以下是美國職棒大聯盟在19世紀效力於國家聯盟的球隊。 參見1876年－1900年國家聯盟歷年冠軍。

## 存在的球隊

### 大聯盟
- 波士頓 1876年－1900年：為現今亞特蘭大勇士的前身，曾有過波士頓紅長襪、波士頓紅帽、波士頓食豆人和波士頓勇士等隊名。中間曾一度搬到密爾瓦基，更名為密爾瓦基勇士。
- 布魯克林 1890年－1900年：為現今洛杉磯道奇的前身，曾有過布魯克林灰、布魯克林新郎、布魯克林超霸、布魯克林羅賓和布魯克林電車閃避者等隊名。
- 芝加哥 1876年－1900年：為現今芝加哥小熊的前身。
- 辛辛那提 1890年－1900年：為現今辛辛那提紅人的前身。曾有過辛辛那提紅長襪的隊名。
- 紐約 1883年－1900年：為現今舊金山巨人的前身，曾有過紐約高譚和紐約巨人等隊名。
- 費城 1883年－1900年：為現今費城費城人的前身，曾有過費城貴格會的隊名。
- 匹茲堡 1887年－1900年：為現今匹茲堡海盜的前身，1890年以前叫做匹茲堡艾勒根尼。
- 聖路易 1892年－1900年：為現今聖路易紅雀的前身，曾有過聖路易棕長襪、聖路易完人和聖路易布朗等隊名。

### 小聯盟
- 水牛城野牛 1879年－1885年：1886年離開國聯成為小聯盟球隊，並一路待到1970年止。1973年，球隊慢慢停止運作，直到1979年，另一支同樣名為水牛城野牛的小聯盟球隊宣布接收該球隊，並將1970年以前的球隊紀錄承認計算在內。

## 消失的球隊
- 巴爾的摩金鶯 1892年－1899年－從美國協會轉來
- 辛辛那提紅人 1876年－1879年
- 克里夫蘭藍 1879年－1884年
- 辛辛那提星辰 1880年
- 克里夫蘭蜘蛛 1889年－1899年－從美國協會轉來
- 底特律狼獾 1881年－1888年
- 哈特福深藍 1876—1877 從國家協會轉來；1877年以布魯克林為根據地
- 印城藍人 1878年
- 印地安那波利斯印州人 1887年－1889年
- 堪薩斯市牛仔 1886年
- 路易斯維爾灰 1876年－1877年
- 路易斯維爾上校 1892－1899年－從美國協會轉來；和匹茲堡海盜合併
- 密爾瓦基灰（或奶油城） 1878年
- 明尼亞波利斯磨坊主 1888年
- 紐約同好 1876年－從國家協會轉來
- 費城運動家 1876年－從國家協會轉來
- 普維敦斯灰 1878年－1885年
- 聖路易棕長襪 1876年－1877年－從國家協會轉來
- 聖路易栗子 1885年－1886年－從聯合協會轉來
- 雪城星辰 1879年
- 特洛伊木馬 1879年－1882年
- 華盛頓參議員 1886年－1889年
- 華盛頓參議員 1892年－1899年－從美國協會轉來
- 烏斯特烏斯特人 1880年－1882年